# Mala Berezanka, Zhurivka
Mala Berezanka (în ucraineană Мала Березанка) este localitatea de reședință a comunei Mala Berezanka din raionul Zhurivka, regiunea Kiev, Ucraina.

## Demografie
Componența lingvistică a localității Mala Berezanka
     Ucraineană (96,96%)
     Rusă (2,53%)
     Alte limbi (0,34%)
Conform recensământului din 2001, majoritatea populației localității Mala Berezanka era vorbitoare de ucraineană (96,96%), existând în minoritate și vorbitori de rusă (2,53%).